# Flexible Arbeitszeit
Als flexible Arbeitszeit (verkürzt auch Flexzeit bzw. FLAZ genannt) werden Vereinbarungen bezeichnet, die hinsichtlich Lage und Dauer der Arbeitszeit von der sogenannten Normalarbeitszeit abweichen. Sie kann tägliche, wöchentliche, monatliche oder auch andere Regelungen betreffen.
„Beginn und Ende der täglichen Arbeitszeit einschließlich der Pausen sowie Verteilung der Arbeitszeit auf die einzelnen Wochentage“ unterliegen, wenn ein kollektiver Bezug vorhanden ist, nach § 87 Abs. 1 Nr. 2 Betriebsverfassungsgesetz der Mitbestimmung des Betriebsrates. Das bringt es mit sich, dass bei der Gestaltung der Arbeitszeit im Allgemeinen sowohl die Interessen der Mitarbeiter als auch die Ziele des Betriebes berücksichtigt werden. Bei der Arbeitszeitgestaltung können Interessenkonflikte zwischen Arbeitnehmern und dem Arbeitgeber auftreten. Andererseits kann sie je nach Ausprägung und Nutzung im beiderseitigen Interesse sein.

## Geschichtlicher Hintergrund
In den Industriestaaten ist die Arbeitszeitflexibilisierung seit den 1980er Jahren bei den Tarifverhandlungen und der folgenden Gesetzgebung zu einem wichtigen Punkt geworden. Ohne flexible Arbeitszeiten war eine Arbeitszeitverkürzung nicht mehr verhandelbar. Die Art und Weise und der Hintergrund der Arbeitszeitflexibilisierung sind jedoch von Land zu Land und zeitabhängig verschieden.
Nach dem Zweiten Weltkrieg war wegen des Wiederaufbaus der Wirtschaft in der Bundesrepublik Deutschland die Arbeitszeit in einer Sechstagewoche verlängert. Unter dem berühmten Schlagwort „Samstags gehört Vati mir“ wurde 1956 zuerst die Fünftagewoche von den Gewerkschaften abgerungen. Bis Mitte der 1970er Jahre hatte sich die Fünftagewoche in fast allen Industriebranchen durchgesetzt. 1960 betrug die jährliche Arbeitszeit 2.081 Stunden im Jahr. Ab 1965 galt in verschiedenen Branchen die 40-Stunden-Woche. Auf die Ölpreiskrise 1973 folgend, wurde in weiten Teilen der Wirtschaft Kurzarbeit (durch Abbauen von Überstunden und tarifliche Arbeitszeitverkürzungen) vereinbart, um Massenentlassungen zu verhindern (was auch teils gelang). 1975 betrug die Arbeitszeit 1.737 Stunden im Jahr.
Nach 1975 wurde die Forderung nach kürzerer Arbeitszeit gegen Lohnerhöhungen eingetauscht, allerdings stieg von 1975 bis 1985 die Zahl der Urlaubstage von 24 auf 30 Tage, wodurch die jährliche Arbeitszeit geringfügig weiter gesenkt wurde.
Unter steigender Arbeitslosigkeit wurde durch den Tarifvertrag in der Metallindustrie 1984 die Wochenarbeitszeit nach 16 Jahren von 40 Stunden auf 38,5 Stunden verkürzt. In diesem Tarifvertrag wurden ausgleichend zwei weitere wichtige Regelungen vereinbart:
- Die erste betrifft die Differenzierung der Arbeitszeit.

Die Arbeitszeit im Betrieb soll durch Betriebsvereinbarung geregelt werden, wobei für Teile des Betriebes und für einzelne Arbeitnehmer unterschiedliche Wochenarbeitszeiten festgelegt werden können.
- Die zweite Regelung betrifft die Arbeitszeit mit längerem Ausgleichszeitraum.

Die tarifliche Wochenarbeitszeit muss im Durchschnitt von 2 Monaten erreicht werden.
Durch diesen Tarifvertrag wurde die Arbeitszeitverkürzung im Austausch gegen zwei Arten von Arbeitszeitflexibilisierung ermöglicht. Gleichzeitig ging ein Teil der Regelungsbefugnis zur Wochenarbeitszeit von den Tarifparteien auf die Betriebspartner über. In der Folge wurden Arbeitszeitverkürzungen und Arbeitszeitflexibilisierung in der Regel in allen Branchen zusammen verhandelt.
Seit Mitte der 1990er steigen die tatsächlichen Arbeitszeiten der Vollbeschäftigten wieder an. Insbesondere seit Anfang des neuen Jahrtausends ist unter der Agenda 2010 und dem Stichwort der Globalisierung eine deutliche Tendenz zur Verlängerung von Arbeitszeit, in der Regel ohne Entgeltausgleich, zu beobachten.
Eine solche Arbeitszeitverlängerung bedeutet eine faktische aber unausgesprochene Entgeltkürzung, welche angesichts der zwischen Deutschland und – wenn man das so sagen will – konkurrierenden Nationen bestehenden Entgeltunterschiede jedoch, wenn überhaupt, nur kurzfristige Erleichterungen verschafft, ansonsten aber einen Schritt in eine aussichtslose Richtung darstellt. Die Möglichkeiten der Arbeitszeitflexibilisierung und damit die Chancen der darin liegenden Produktivitätsentwicklung sind in den letzten Jahren in vielen Unternehmen weitaus weniger genutzt worden als dies gesetzlich und tariflich möglich gewesen wäre. Eine Arbeitszeitverlängerung, wie sie derzeit vielerorts diskutiert und durchgesetzt wird, mindert jedoch den Druck, an der Produktivität zu arbeiten und verschenkt somit Zeit und Chancen, die internationale Wettbewerbsfähigkeit Deutschlands zu verbessern.

## Arbeitszeitflexibilität
Je teurer die Arbeit wird, desto mehr ist es Aufgabe des Arbeitszeitmanagements, personellen Leerlauf zu vermeiden. Anders ausgedrückt: Die Ressource Arbeit ist möglichst gut zu nutzen. In einem System mit starren Arbeitszeiten kann man schwankenden Kapazitätsanforderungen jedoch nur schwer folgen. Bei schwacher Auftragslage ist es möglicherweise nötig, die Mitarbeiter mit weniger wertschöpfenden Arbeiten zu beschäftigen. Im Extremfall muss allein deren Anwesenheit bezahlt werden. Bei hoher Auslastung dagegen müssen für Überstunden nicht nur die zusätzlichen Stunden, sondern selbst diese auch noch mit einem Zuschlag höher entgolten werden. Beides ist aus Sicht des Arbeitgebers hochgradig unwirtschaftlich.
Die technische Entwicklung und die zunehmende Kapitalausstattung der Arbeitsplätze bringt außerdem die Notwendigkeit, Betriebszeiten von den in der Regel kürzeren Arbeitszeiten zu entkoppeln. Die Betriebszeiten der immer teureren Arbeitsplätze sollten also länger sein als die Arbeitszeiten der Beschäftigten. Flexible Arbeitszeiten erlauben in diesem Fall eine gleichmäßigere Auslastung technischer Installationen im Schichtbetrieb.
Die Gestaltung der Betriebs- und Arbeitszeit beeinflusst die Kapazitätsplanung und  -steuerung ganz erheblich, ebenso die Arbeitsorganisation, den Personaleinsatz und -bedarf. Sie bewirkt, nicht in allen Fällen, aber oft, auch eine Erweiterung der Zeitsouveränität der Beschäftigten. Überall also, wo nicht feste Servicezeiten sichergestellt sein müssen, sondern an Aufträgen gearbeitet wird, deren Bestand Schwankungen unterworfen ist, liegt es im Interesse der Unternehmung, Personal immer nur genau dann zur Verfügung zu haben, wenn es auch benötigt wird. Für den Arbeitnehmer bedeutet dies jedoch eine fremdbestimmte Flexibilisierung.
Dem Flexibilisierungsinteresse der Arbeitgeber steht das Interesse von Arbeitnehmern nach Verstetigung und Kalkulierbarkeit des Einkommens, nach Planbarkeit der Freizeiten sowie nach selbstbestimmter Flexibilität gemäß persönlicher Erfordernisse oder Wünsche gegenüber. Insbesondere für Eltern ist eine Anpassung der Arbeitszeiten oft nur dann möglich, wenn auch seitens der Kinderbetreuungseinrichtungen beziehungsweise der betreuenden Personen eine entsprechende Bereitschaft zur Flexibilität gegeben ist. Insoweit flexible Arbeitszeiten eine größere Zeitsouveränität der Arbeitnehmer beinhalten, erlauben sie eine bessere Anpassung der Arbeitszeit an persönliche Wünsche und Anforderungen und können somit zu einer besseren Vereinbarkeit von Familie und Beruf beitragen.
Die Bedingungen für flexible Arbeitszeiten sehen meist vor, dass der Arbeitnehmer, sofern er nicht arbeitsunfähig krank ist, bei Arztbesuchen die Arbeitszeit selbst ausgleicht. Dies ist bei festen Arbeitszeiten nicht notwendigerweise der Fall: In Deutschland beispielsweise besteht außer bei Arbeitsunfähigkeit nach § 616 BGB dann ein Anspruch auf bezahlte Freistellung, wenn der Arztbesuch zu dem jeweiligen Zeitpunkt medizinisch notwendig ist, also etwa bei akuten Beschwerden oder falls der Arzt keinen Termin außerhalb der Arbeitszeit anbietet. Da bei weitgehend flexiblen Arbeitszeiten normalerweise kein Anspruch auf bezahlte Freistellung besteht, führen flexible Arbeitszeiten in diesem Sinne zu längeren Arbeitszeiten der Arbeitnehmer.
Für den Arbeitnehmer bedeuten flexible Arbeitszeiten umgekehrt, dass private Termine wie Behördengänge, Handwerkerbesuche oder auch Termine im Zusammenhang mit der Schule wahrgenommen werden können, ohne dass dafür beispielsweise jeweils ein Urlaubstag verwendet werden müsste. Indessen ist die Arbeitszeitflexibilität, insbesondere die Teilzeitarbeit, zwischen den Geschlechtern ungleich aufgeteilt. So nehmen Frauen heute in Deutschland ungleich öfter die Teilzeitarbeit in Anspruch.
Hinsichtlich der Flexibilisierung der Arbeitszeit eröffnet das Arbeitszeitgesetz (ArbZG) seit 1994 gegenüber der früheren Arbeitszeitordnung (AZO) deutliche Spielräume. Ziel des § 1 ArbZG ist nämlich nicht nur „die Sicherheit und den Gesundheitsschutz der Arbeitnehmer bei der Arbeitszeitgestaltung zu gewährleisten“, sondern auch „die Rahmenbedingungen für flexible Arbeitszeiten zu verbessern“. In großen Unternehmen bestehen vielfach zahlreiche Lösungen nebeneinander. So sind dort durchaus mehrere hundert Arbeitszeit- und Schichtmodelle anzutreffen.

## Flexibilisierungslösungen

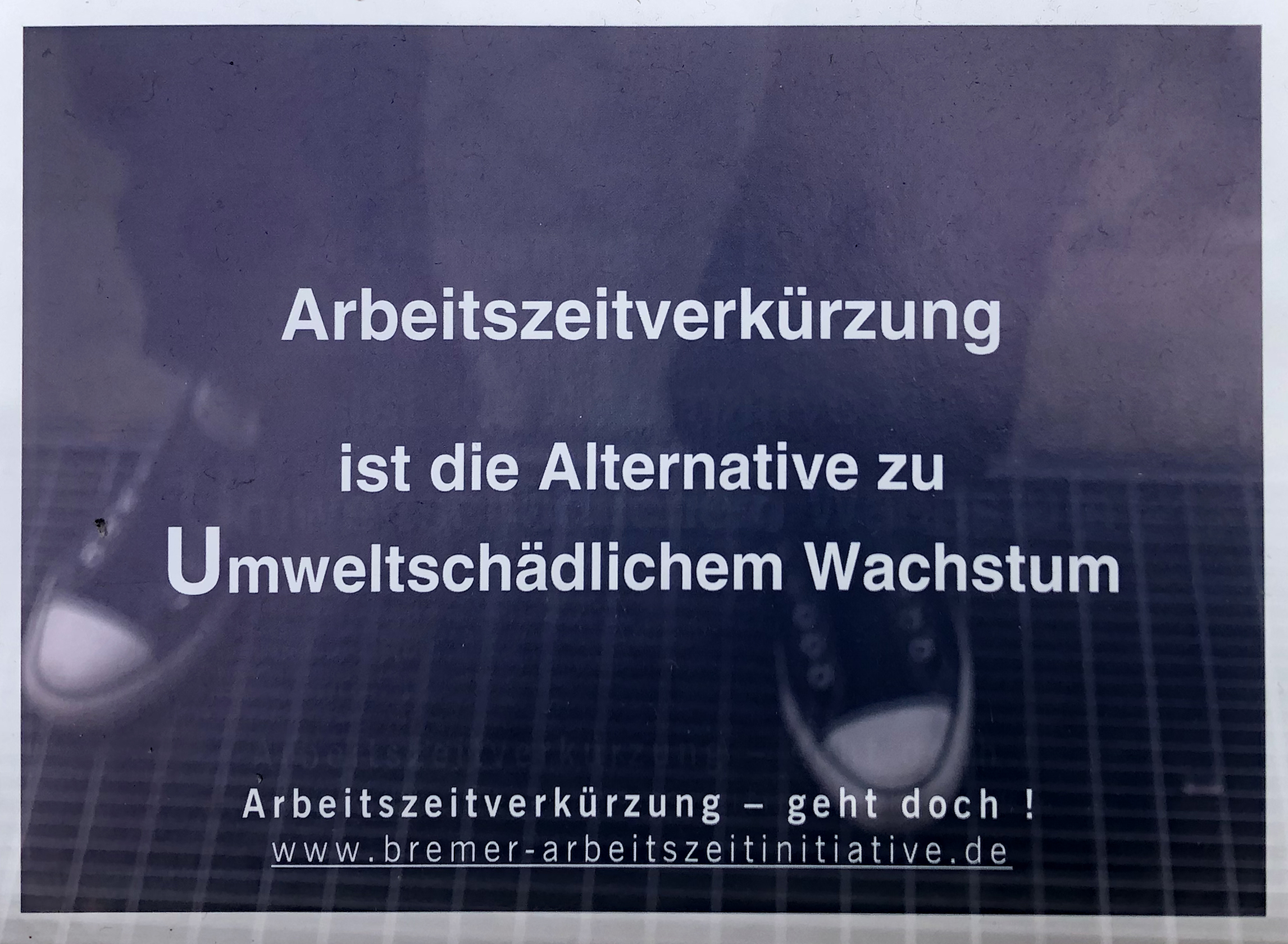
„Arbeitszeitverkürzung–geht doch!“ – Karte der Bremer Arbeitszeitinitiative

### Änderung der zeitlichen Lage der Arbeitszeiten
Folgende Arbeitszeitmodelle bringen unter Umständen eine Änderung des Arbeitszeitvolumens mit sich, zielen aber vorrangig auf eine Anpassung der zeitlichen Lage der Arbeitszeiten, wobei das gesamte Arbeitszeitvolumen des Arbeitnehmers mittel- oder langfristig weitgehend unangetastet bleiben kann:
- Schichtarbeit: Arbeitszeit mit versetzter Lage und unterschiedlicher oder gleicher Dauer.
- Gleitzeit: Lage und Dauer der täglichen Arbeitszeit können im geregelten Rahmen frei gewählt werden. Eine Kernzeit kann die notwendige Anwesenheitszeit festlegen.
- Abrufarbeit: Eine bestimmte Lage der Arbeitszeit ist nicht ausgemacht, meist auch keine bestimmte Anzahl der zu leistenden Arbeitsstunden, sondern nur die Höhe des  Entgelts pro Stunde. Der Mitarbeiter hält sich auf kurzfristigen Abruf bereit. Diese Variante haben deutsche Arbeitsgerichte rasch verworfen und hat der deutsche Gesetzgeber in § 12 Teilzeit- und Befristungsgesetz (TzBfG) insoweit reglementiert, als der Arbeitnehmer nicht zu arbeiten braucht, wenn ihm die Lage der Arbeitszeit nicht wenigstens vier Tage im Voraus mitgeteilt wird. Ist im Vertrag keine Vereinbarung über eine bestimmte Dauer der geschuldeten Arbeitszeit getroffen, gilt gesetzlich eine Arbeitszeit von 10 Stunden pro Woche als vereinbart. Der Mindestarbeitseinsatz je Tag beträgt drei aufeinander folgende Stunden, sofern nichts anderes (auch kürzeres) vereinbart wurde. Zulässig sind aber auch Vereinbarungen wie beispielsweise „5 Stunden pro Woche im Jahresdurchschnitt“.
- KAPOVAZ: kapazitätsabhängig kurzfristig wechselnde Arbeitszeit. Der Begriff wurde im Rahmen der Flexibilisierung aus starren Arbeitszeitsystemen geprägt. Anders als bei der Abrufarbeit wurde zunächst von einer fest vorgegebenen Anzahl an Stunden in einer Periode und ein damit verbundenes gleichmäßiges Entgelt ausgegangen. Heute wird KAPOVAZ und Abrufarbeit meist synonym verwendet.
- Amorphe (gestaltlose) Arbeitszeit oder variable Gleitzeit: Das Arbeitszeitvolumen ist festgelegt, Lage und Dauer der Arbeitszeit sind vom Beschäftigten frei wählbar und werden aber vom Unternehmen nicht kontrolliert.
- Vertrauensarbeitszeit: Anders als bei der Amorphen Arbeitszeit wird das Arbeitsvolumen festgelegt, die dafür aufgewendete Arbeitszeit in Lage und Dauer sind vom Beschäftigten in Abstimmung wählbar. Damit wird versucht, Zeitabsitzen zu vermeiden.
- Selbstbestimmte Arbeitszeit: individuelle Arbeitszeitgestaltung bei vorgegebenen Arbeitsvolumen, zum Beispiel bei Heimarbeit oder Telearbeit. Unterliegt dem Heimarbeitsgesetz.[6]

- Arbeitszeitkonto: vereinbarte Form der Erfassung und Verrechnung geleisteter und geschuldeter Arbeitszeiten je Beschäftigten für festgelegte Ausgleichszeiträume.
- Bandbreitenmodell: Über einen bestimmten, längeren Zeitraum hinweg wird die erlaubte Wochenarbeitszeit zwar eingehalten, in einzelnen Wochen wird jedoch entsprechend den Erfordernissen des Unternehmens länger (ohne dass daraus ein Anspruch auf Überstundenbezahlung entsteht) oder auch kürzer gearbeitet. Wird der Zeitraum auf ein ganzes Jahr ausgedehnt, spricht man von Jahresarbeitszeitmodellen.

### Änderung des Arbeitsvolumens
Folgende Arbeitszeitmodelle beziehen vor allem eine Verringerung oder Erhöhung des Arbeitszeitvolumens des Arbeitnehmers ein:
- Teilzeitarbeit: Die regelmäßige Arbeitszeit ist kürzer als bei vergleichbarer Vollzeitbeschäftigung. Die Teilzeitbeschäftigung lag im Durchschnitt bei 20,0 Stunden pro Woche in 2018.[7] Neue Arbeitszeitmodelle wie etwa die 4-Tage-Woche reduzieren das Arbeitszeitvolumen,[8] sogar bei vollem Lohnausgleich.[9]
- Geringfügige Beschäftigung: Sozialversicherungsrechtlicher Sonderfall der Teilzeitarbeit, der dadurch gekennzeichnet ist, dass das regelmäßige monatliche Arbeitsentgelt 450,00 Euro nicht überschreitet und aufgrund dessen Sozialversicherungsfreiheit eintritt (§ 8 SGB IV).
- Mehrarbeit (so genannte Überstunden): Über die Regelarbeitszeit hinaus realisierte Arbeitszeit. Ist Mitbestimmungspflichtig nach § 87 Abs. 1 Nr. 3 BetrVG.
- Jobsharing: Aufteilung der Regelarbeitszeit auf zwei oder mehr Personen, die sich in die arbeitsteilige Nutzung von Arbeitsplätzen teilen.
- Altersteilzeit: gestufte, periodische Verkürzung der individuellen Arbeitszeit als „Ausgleiten“ in den Ruhestand. Die zugehörigen rechtlichen Grundlagen[10] laufen 2009 aus und sind in der Diskussion.
- flexibler unbezahlter Sonderurlaub (z. B. das „Vollzeit Select“ Modell mit bis zu 20 unbezahlten zusätzlichen Urlaubstagen pro Jahr bei Zustimmung des Vorgesetzten).[11]

### Gruppenbezogene oder kombinierte Modelle
Folgende Modelle und Instrumente können gleichermaßen sowohl einer Verschiebung der zeitlichen Lage als auch einer Änderung des Arbeitszeitvolumens des Arbeitnehmers dienen. Teils beruhen sie auch auf Absprachen innerhalb der Mitglieder einer Arbeitsgruppe:
- Baukastensystem: Einzelne Mitarbeiter oder auch Gruppen können ihre Zeit-Modelle individuell zusammenstellen. Möglich sind tägliche, wöchentliche, monatliche oder jährliche Modelle.
- Arbeitszeitgruppe: Gruppe von Mitarbeitern, für die dasselbe Arbeitszeitmodell gilt, welches sich von dem für andere Mitarbeiter desselben Unternehmens unterscheiden kann.
- Produktivzeit: Regelung, die bei Gruppenarbeit oder Zielvereinbarungen angewendet wird und als Quotient aus Sollzeit zu Istzeit ermittelt wird. Ist dieser Quotient größer 1, entspricht die Gruppenproduktivität der Zielsetzung nicht. Ist nicht ausreichend Arbeit für alle Gruppenmitglieder verfügbar, regelt die Gruppe selbst, wie verfahren wird, um dennoch die Zielsetzung der Produktivzeit zu erfüllen.
- Sabbatical: Bezeichnung für die Gewährung zusammenhängender, meist längerfristiger Freizeitphasen, beispielsweise zum Ausgleich von Zeitguthaben oder als unbezahlte Freistellung von Arbeit.